# Kamniti križ, Korovci
Kamniti križ je v kraju Korovci, spada v župnijo Cankova ter občino Cankova.

## Križ in njegov pomen
Kameniti križ stoji sredi vasi Korovci z lepo urejeno okolico. Postavili so ga leta 1863. Tu so se vaščani zbirali k šmarnični pobožnosti. Od tod je šla tudi procesija vsako leto na binkoštno nedeljo v župnijsko cerkev na Cankovo. Še večji pomen je imel križ pred zgraditvijo kapele Svetega Duha v Korovcih.

## Arhitekturna zgradba
Kamnito razpelo s Križanim in Marijo pod njim. Na podstavku je napis v prekmurščini. Je iz leta 1863, 1963 je obnovljen.
Križ stoji med divjimi kostanji sredi vaškega trga.